# Stiftung Rechnen
Die Stiftung Rechnen ist 2009 als rechtsfähige Stiftung des bürgerlichen Rechts mit Sitz in Hamburg gegründet worden. Gründungsstifterinnen waren die Comdirect Bank und die Börse Stuttgart.

## Ziele und Zweck
Die gemeinnützige Stiftung ist fördernd wie auch operativ tätig und versteht sich als Plattform eines gebündelten und gemeinsamen Bildungsengagements von Unternehmen und Organisationen. Ihr Anliegen ist die Verbesserung der Rechenkompetenz bei Kindern, Jugendlichen und Erwachsenen sowie die Vermittlung von Freude am Rechnen. Durch ihre Fördermaßnahmen in Bildung, Wissenschaft und Forschung will sie die Rechenfähigkeit in der Gesellschaft stärken, zu aktiver Beschäftigung mit mathematischen Aufgabenstellungen motivieren und so die notwendigen Grundlagen für erfolgreiche private Haushaltsführung und berufliche Qualifikation schaffen. Sie führt eigene Maßnahmen und Kommunikationskampagnen rund um das Rechnen durch und unterstützt Projekte anderer Rechenförderer konzeptionell und finanziell. Unter dem Dach der Stiftung können sich Unternehmen, Organisationen und Privatpersonen engagieren.

## Partner, Programme, Initiativen
Um die mathematische Kompetenz in Deutschland zu verbessern, entwickelt die Stiftung mit ihren Partnern zahlreiche Programme und Initiativen. Zu den Partnern & Förderern der Stiftung Rechnen zählen seit 2009 – neben den Gründungsstifterinnen Comdirect Bank und Börse Stuttgart – unter anderem die Klaus Tschira Stiftung und weitere Organisationen, Unternehmen und Stiftungen sowie Wissenschaftler verschiedener Universitäten Deutschlands (u. a. FU Berlin, Goethe-Universität Frankfurt, Westfälische Wilhelms-Universität Münster).
Die repräsentative Grundlagenstudie „Rechnen in Deutschland“, die vom Sozialforschungsinstitut forsa im Sommer 2009 durchgeführt wurde, fand Beachtung im Bildungsbereich und in Medien. Die Studie geht der Frage nach, warum die mathematische Bildung in Deutschland defizitär ist. Sie untersucht u. a. die Einstellung der Deutschen zum Rechnen und zur Mathematik, die Förderung der mathematischen Bildung im Elternhaus sowie die Bedeutung, die Rechenkompetenz von der Bevölkerung beigemessen wird.
Im Mai 2013 wurde die repräsentative Studie „Bürgerkompetenz Rechnen“ veröffentlicht, in der die Rechenkompetenz der Deutschen im Alltag untersucht wurde. Zirka 1000 Personen um Alter von 18 bis 65 Jahren machten einen Test, dessen Aufgaben mathematische Fragestellungen aus dem Alltag abbildeten und das Niveau der 8. Klasse überwiegend nicht überschritten. Die Studie kam zu dem Ergebnis, dass die Deutschen beim Umgang mit mathematischen Fragestellungen im Alltag nicht gut abschneiden würden. Das im Mathematikunterricht Gelernte könnten viele im alltäglichen Leben nicht anwenden und damit auch nicht nutzen. Grafiken und Verbraucherinformationen würden nicht verstanden; zu viel Text führe zu Verwirrung oder Verweigerung. Zu vielen Deutschen mangele es an räumlichem Vorstellungsvermögen und an der Fähigkeit, die Plausibilität von Ergebnissen einzuschätzen. Die Studie entstand in Zusammenarbeit mit dem Sozialforschungsinstitut forsa sowie der Universität Halle-Wittenberg und der Universität des Saarlands.
Die Stiftung führt und führte eine Reihe von Programmen und Initiativen durch. Beispiele dafür sind:
- fiuse: fiuse steht für „finance yourself“ und versteht sich als gemeinsame und gleichberechtigte Plattform von Bildungsexperten und Jugendlichen. Junge Menschen sollen frühzeitig für den verantwortungsvollen Umgang mit Geld motiviert werden, die finanzielle Eigenverantwortung soll gefördert werden.
- „Mathe.Forscher“: Pädagogische Grundlage für das Programm Mathe.Forscher ist der Ansatz des entdeckenden, forschenden und projektartigen Lernens. Kinder und Jugendliche erkunden gemeinsam mit ihren Lehrern mathematische Phänomene in ihrer Lebenswelt. Die Schüler entwickeln eigene Forscher-Fragen und suchen innerhalb und außerhalb der Schule nach Antworten. Programm wurden in den Regionen Rhein-Neckar (Baden-Württemberg und Rheinland-Pfalz) sowie Nord (Hamburg, Bremen und Berlin/Brandenburg) für die die Primar- und die Sekundarstufe I und II durchgeführt.
- „Mathe4Job“: Die Plattform mathe4job.de informiert Schüler über Ausbildungsberufe und Interessierte über Meisterlehrgänge und gibt ihnen insbesondere die Möglichkeit, ihre Stärken und Schwächen im Bereich der mathematischen Grundkenntnisse zu testen. Aktuell sind 60 Ausbildungs- und Meisterberufe mit einer Beschreibung sowie einem Mathematik-Test aufgeführt.
- „Mathe.Entdecker“: Mit Mathe.Entdecker werden Plätze und Objekte zu lebendigen Mathe-Aufgaben, die vor Ort per Smartphone-App gelöst werden. Es gibt bereits Mathe.EntdeckerPfade in Kappeln, Hamburg-Wilhelmsburg, rund um die Börse Stuttgart, in Schwäbisch Gmünd und Konstanz.

## Gremien
Die Gremien bilden der Vorstand, das Kuratorium sowie der Beirat. Der Vorstand führt die Geschäfte der Stiftung und vertritt diese nach außen. Das Kuratorium trifft die grundlegenden Entscheidungen der Stiftung Rechnen. Es berät, unterstützt und überwacht den Vorstand bei seiner Geschäftsführung. Die Aufgabe des Beirats ist die wissenschaftliche, fachdidaktische und sonstige Beratung des Stiftungsvorstands.